# Phil Dalhausser
Philip Peter Dalhausser (conocido como Phil Dalhausser; Baden, Suiza, 26 de enero de 1980) es un deportista estadounidense que compitió en voleibol, en la modalidad de playa.
Participó en tres Juegos Olímpicos de Verano, obteniendo la medalla de oro en Pekín 2008 (haciendo pareja con Todd Rogers), el quinto lugar en Río de Janeiro 2016 y el noveno en Londres 2012. Ganó dos medallas en el Campeonato Mundial de Vóley Playa, oro en 2007 y bronce en 2009.

## Palmarés internacional
| Juegos Olímpicos   | Juegos Olímpicos    | Juegos Olímpicos  | Juegos Olímpicos |
| Año                | Lugar               | Medalla           | Pareja           |
| ------------------ | ------------------- | ----------------- | ---------------- |
| 2008               | Pekín (China)       | Medalla de oro    | Todd Rogers      |
| Campeonato Mundial |                     |                   |                  |
| Año                | Lugar               | Medalla           | Pareja           |
| 2007               | Gstaad (Suiza)      | Medalla de oro    | Todd Rogers      |
| 2009               | Stavanger (Noruega) | Medalla de bronce | Todd Rogers      |